# 셀 컴퓨팅
셀 컴퓨팅(Cell Computing)은 생물 의학을 연구하기 위한 분산 컴퓨팅 프로젝트로, NTT 데이터가 운영하였다.
처음 설립된 2002년에는 유나이티드 디바이스(United Devices)의 그리드 MP 플랫폼을 이용하으나, 이후부터는 버클리 네트워크 컴퓨팅을 위한 공개 기반(BOINC) 플랫폼을 이용하였다.
이 프로젝트는 영리 목적이었으나 분산 컴퓨팅이 대중에 보급되면서 매출이 줄어들 것으로 예상하여 2008년 3월 31일에 프로젝트를 종료하였다.